# Channa aurantimaculata
Channa aurantimaculata es una especie de pez del género Channa, familia Channidae. Fue descrita científicamente por Musikasinthorn en 2000.
Se distribuye por Asia: India. La longitud estándar (SL) es de 19,1 centímetros. Especie bentopelágica que habita en aguas dulces.
Está clasificada como una especie marina inofensiva para el ser humano.